# Оріенте (станція метро)
38°46′4.50″ пн. ш. 9°5′57.50″ зх. д. / 38.7679167° пн. ш. 9.0993056° зх. д.
Оріе́нте (порт. Oriente) — станція Лісабонського метрополітену, розташована у східній частині міста Лісабона, в Португалії. Розташована на Червоній лінії (або Сходу), кінцева. Сусідня станція — «Кабу-Руйву». Станція берегового типу, мілкого закладення. Введена в експлуатацію 19 травня 1998 року в рамках пролонгації метрополітену у східному напрямку міста, де в тому ж році відбувалась міжнародна експозиція присвячена океанам EXPO'98. Міститься у першій зоні, вартість проїзду в межаї якої становить 0,75 євро.

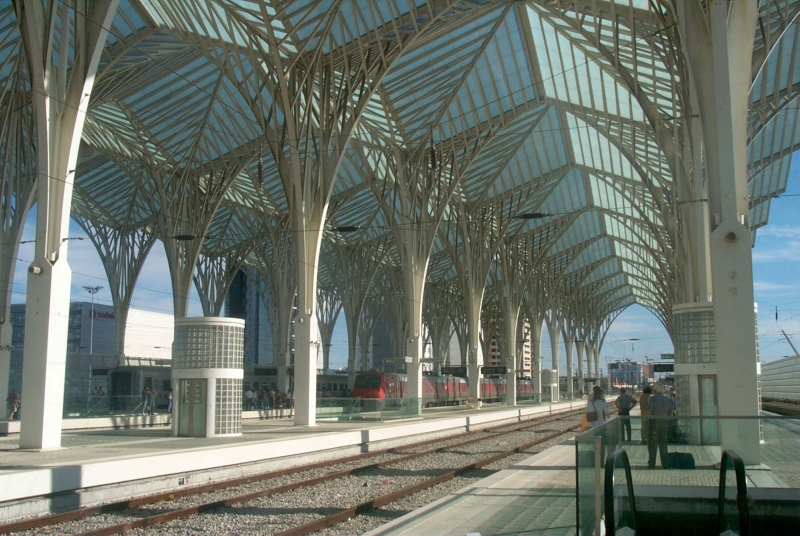
Дах транспортного вузла «Гаре-ду-Оріенте»

Станція «Оріенте» є по суті нижнім ярусом найбільшого транспортного вузла міста, так званого «Гаре-ду-Оріенте» (порт. Gare do Oriente), що крім послуг метрополітену має залізничний та автобусні вокзали внутрішніх та міжнародних сполучень, розміщені відповідно у східній та західній частинах над вестибюлем станції. Має також торговельну зону, яка представлена магазинами, роздрібною торгівлею, кав'ярнями, закусочними тощо.
Неподалік від станції розташований один з найбільших комерційних центрів міста «Vasco da Gama». Тут же міститься так звана зона «Експо» і парк Націй, — найсучасніші квартали і павільйони міста, будівництво яких було приурочене до міжнародної виставки присвяченій океанам, що відбулась у 1998 році. Назва станції у дослівному перекладі з португальської мови означає «схід» завдяки своєму розміщенню у крайній східній частині міста.

## Опис
Окремі архітектурні і декораційні елементи станції нагадують інші 5 нових станцій Червоної лінії («Олаяш», «Бела-Вішта», «Шелаш», «Олівайш» і «Кабу-Руйву»), оскільки усі вони були побудовані і введені в дію в один і той же час. Архітектор — Sanchez Jorge, художні роботи виконали представники різних країн António Ségui, Artur Boyd, Errö, Hundertwasser, Yahou-Kussuma, Joaquim Rodrigo, Abdoulaye Konaté, Sean Scully, Raza, Zao Wou Ki, Magdalena Abakanowicz, що пов'язана з тематикою міжнародної виставки EXPO'98. Станція має один вестибюль підземного типу, що має два основних виходи на поверхню. Тунель західного виходу є переходом на поверхню, де знаходяться платформи операторів пасажирських автобусних сполучень, східний вихід дає доступ до залізничної станції транспортного вузла «Гаре-ду-Оріенте» (приміські поїзди Лінії Сінтри, Лінії Азамбужі та Лінії Північної (Порту). Як і інші сучасні станції міста, має ліфти для людей з фізичним обмеженням. На станції заставлено тактильне покриття. 

## Режим роботи[6]
Відправлення першого поїзду відбувається з кінцевих станцій лінії:
- ст. «Аламеда» — 06:30
- ст. «Оріенте» — 06:30

Відправлення останнього поїзду відбувається з кінцевих станцій лінії:
- ст. «Аламеда» — 01:00
- ст. «Оріенте» — 01:00

## Галерея зображень

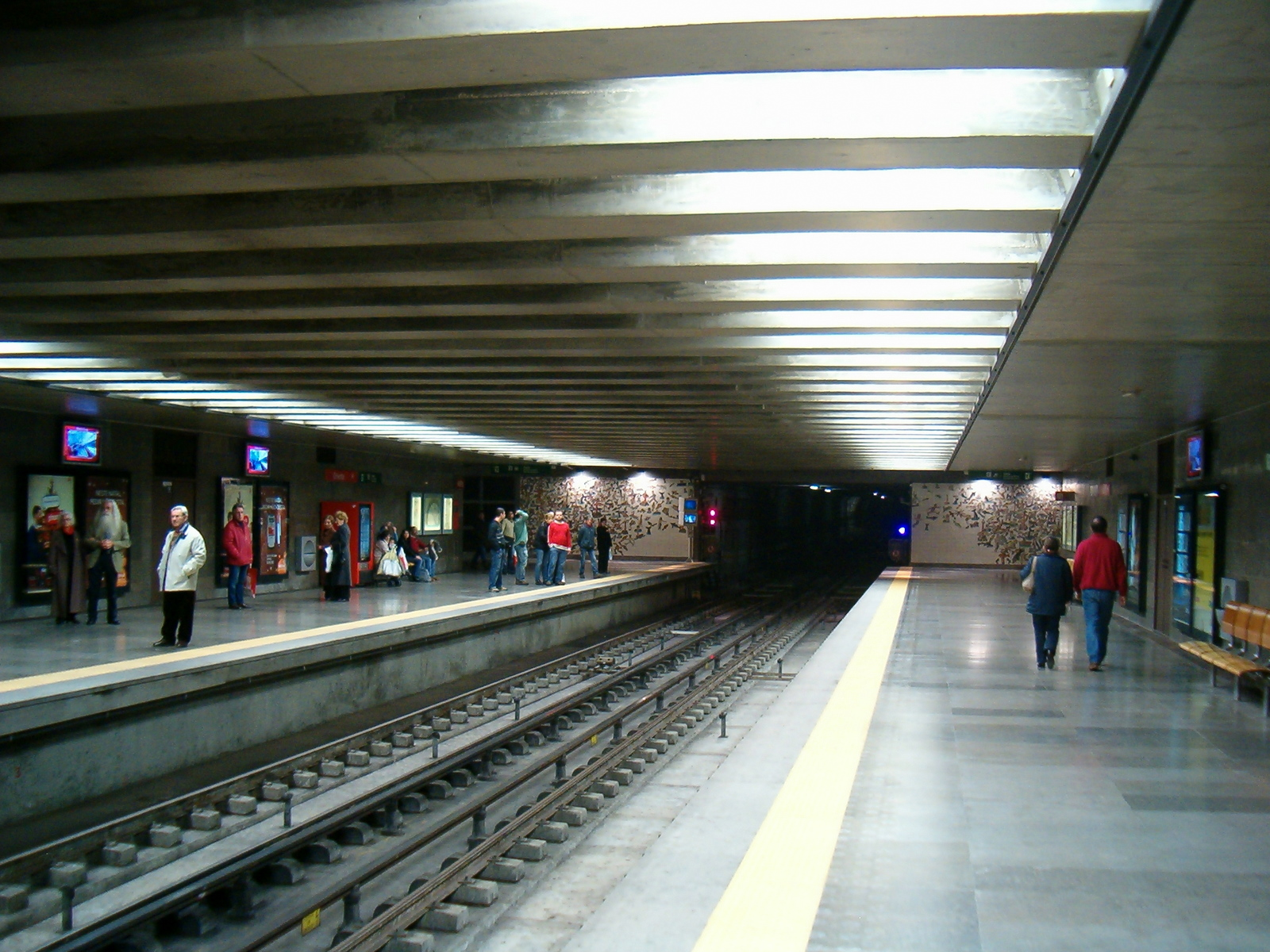
Головна зала і посадкові платформи станції
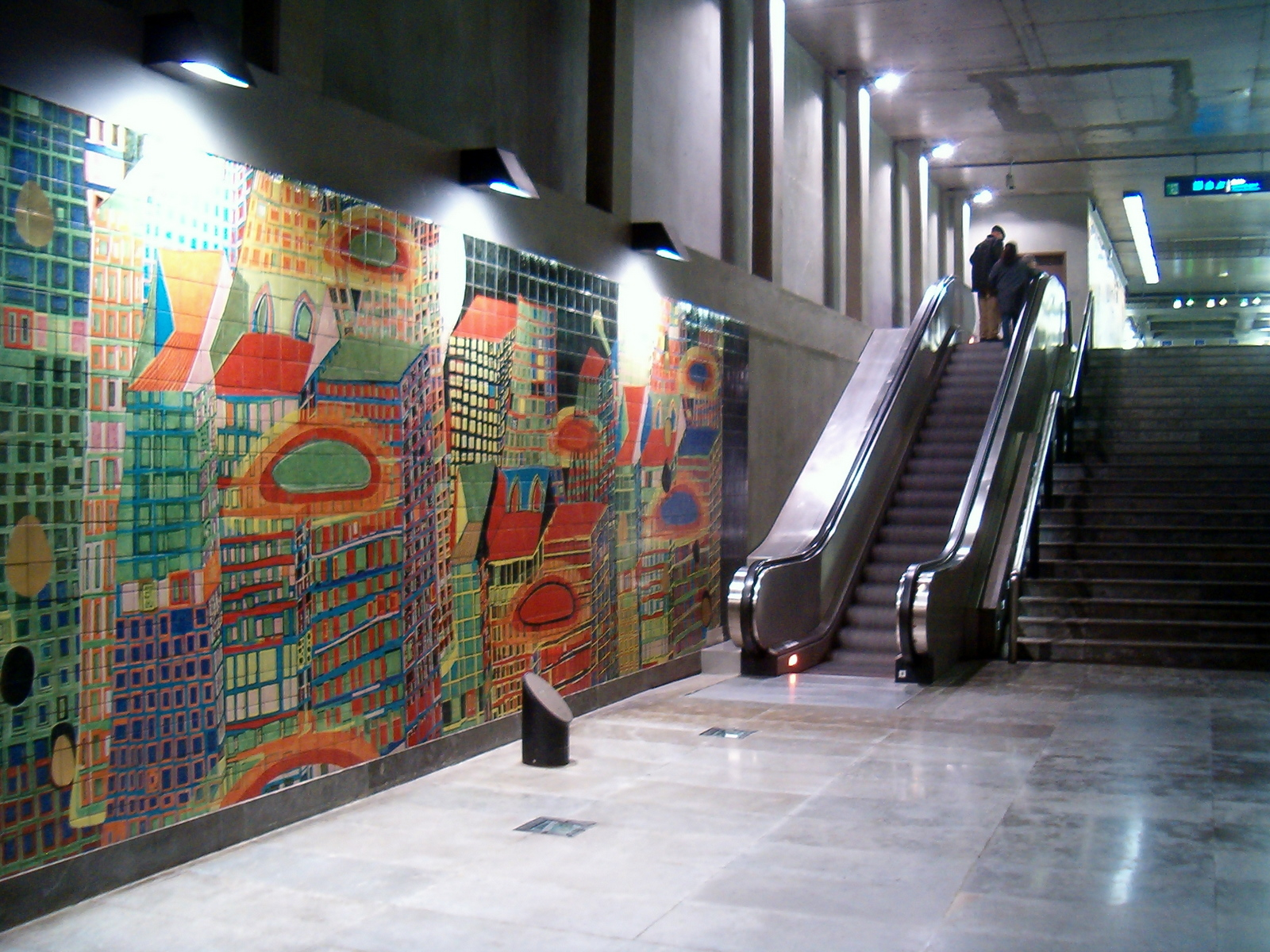
Спуск до посадкової платформи
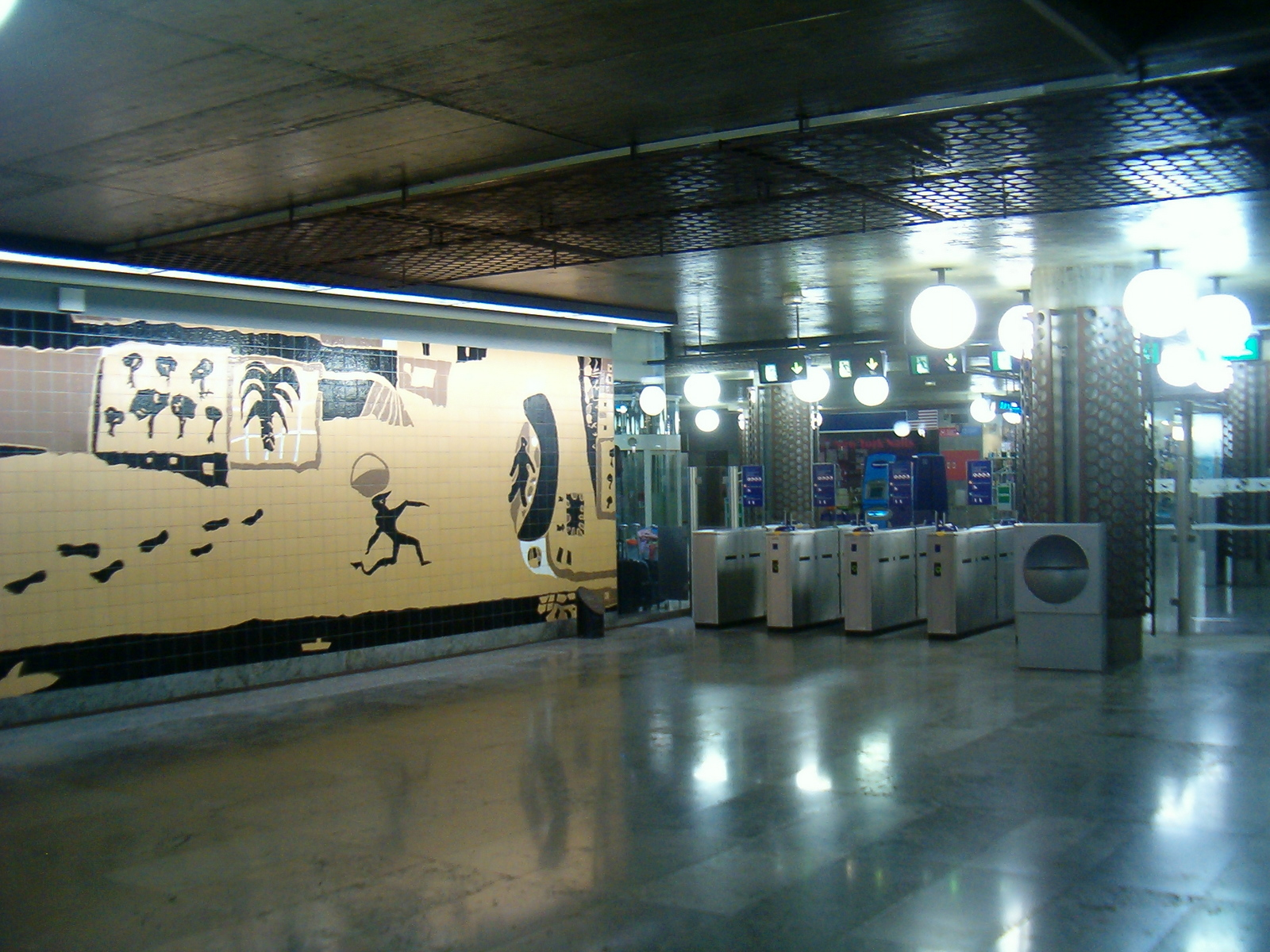
Декорація вестибюля станції
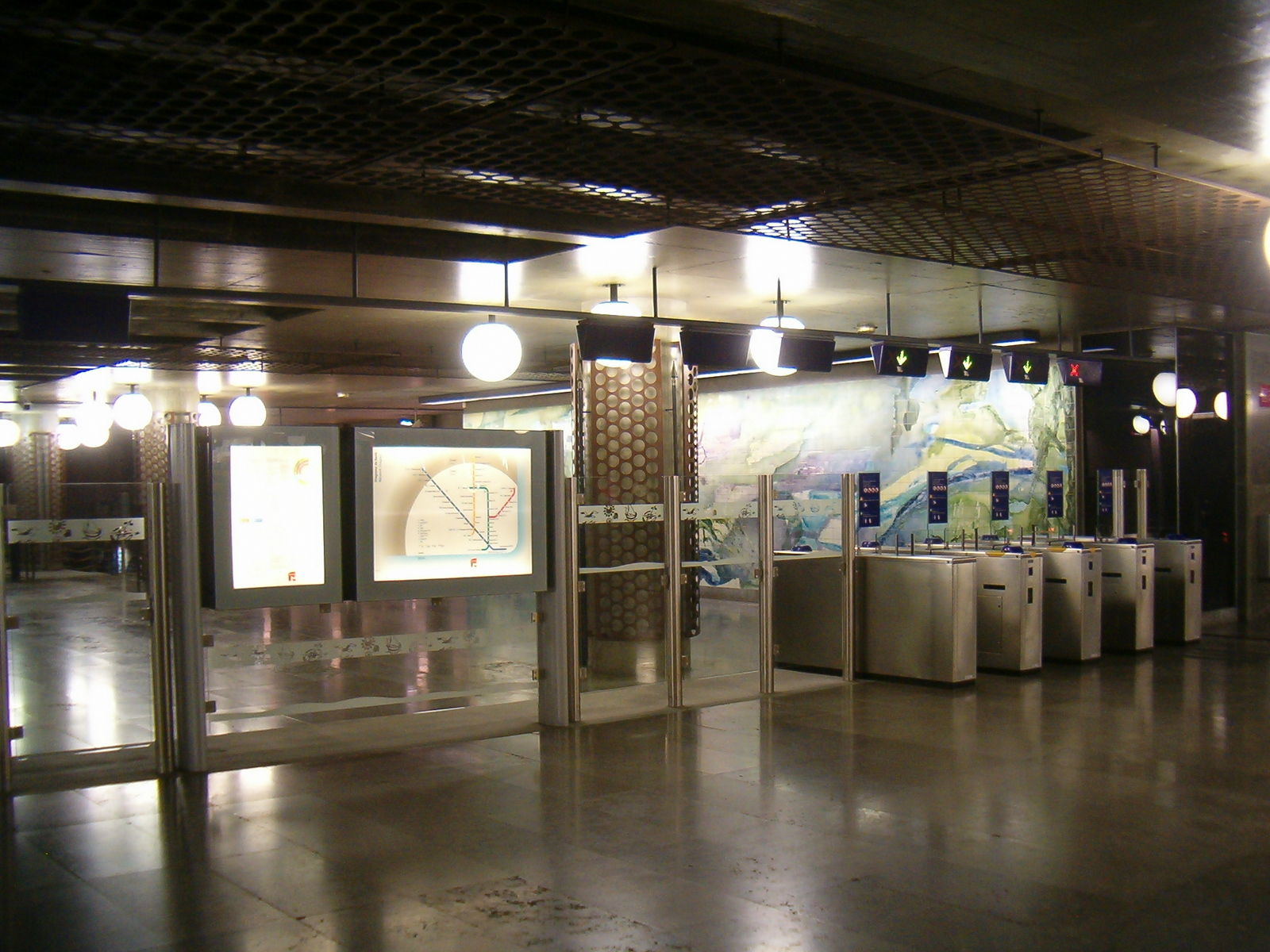
Вестибюльна частина станції